# Côtes du Rhône

Eine Übersicht der einzelnen Appellationen des Weinbaugebiets Rhône. Zoom A zeigt die südlich gelegenen Appellationen bei Avignon und Zoom B stellt die nahe Lyon gelegenen Weinbaugebiete dar.
Côtes du Rhône (AOC)

Die Côtes du Rhône (französisch „Hänge der Rhône“) ist die Bezeichnung für ein überregionales bedeutendes Weinbaugebiet im südlichen Rhonetal. Das Gebiet ist Teil des Weinbaugebietes Rhône (die der Landschaft Côtes du Rhône entspricht, den östlichen Alpenvorbergen und Abhängen der Cevennen des mittleren Rhonetals), genauer, der südlichen Côtes du Rhône Meridionales, und erstreckt sich rund um Orange und Avignon.
Die Appellation d’Origine Contrôlée Côtes du Rhône ist ein Teil dieses Weinbaugebiets, versehen mit dem gesetzlichen Status einer AOC.

## Typisches
In der engeren südlichen AOC Côtes du Rhône werden zu 97 % Rotweine und Roséweine produziert, auf einigen Weingütern aber auch ausschließlich Weißweine. Aufgrund des sehr milden Binnenklimas gedeihen die Trauben in fast jedem Jahr bestens und entwickeln eine hohe Fruchtsüße, was ein Chaptalisieren (Anreichern des Mostes mit Zucker) zumeist unnötig macht. Die Weine der Appellation werden „trocken“ ausgebaut; Süßweine oder Weine mit Restsüße sind praktisch unbekannt. Ausnahmen hiervon bilden lediglich der Beaumes-de-Venise und der Rasteau, bekannte Süßweine, und einige andere Spezialitäten.
Die Jahresproduktion auf der 49.000 Hektar großen Anbaufläche beträgt rund 400 Millionen Liter. 7.000 Produktionsbetriebe in 171 Gemeinden gehören zur AOC Côtes du Rhône, 2.000 davon besitzen eine eigene Weinkellerei, die anderen Betriebe sind in Kooperativen zusammengeschlossen.

## Charakteristika
Bei den Weinen der südlichen Rhône handelt es sich in der Regel um Verschnitte (Cuvées) verschiedener Rebsorten; die Rotweine der AOC Côtes du Rhône beispielsweise müssen aus mindestens 40 % Grenache Noir und mindestens 15 % Syrah und/oder Mourvèdre bestehen. Die Weine werden erst in rebsortenreinen Partien angebaut, dann sortenrein gelesen und separat vinifiziert, schließlich die Einzelweine später im Keller miteinander zur Cuvée verschnitten.
Der typische CdR-Wein bietet ein gutes Preis-Leistungs-Verhältnis. Es sind teils gute Qualitäten erhältlich, für die man weiter nördlich in Burgund ein Mehrfaches zahlt.
Alkoholgehalte über 12 Volumenprozent sind die Regel, um die 14 % durchaus nicht selten. Die Tendenz geht zu fruchtig-blumig-beerigen Weinen. Die Vielschichtigkeit und Eleganz der Burgunderweine ist dem Wein der Côtes fremd. Es ist meist nicht nötig, die Weine der Côtes lange vor dem Genuss zu dekantieren (bzw. zu „lüften“). Das macht den Genuss unkompliziert. Der Wein ist stark, ohne allzu alkoholisch oder gar sprittig zu schmecken. Es handelt sich um einfache, frische und fruchtige Weine, am Gaumen weich, rund und angenehm wärmend, bei geringerem Alkoholgehalt auch gekühlt trinkbar. Die Rotweine der Appelation CdR haben sich in den letzten Jahren positiv entwickelt.

## Rebsorten
In der Region Südliche Rhône sind im Wesentlichen die folgenden Rebsorten vorgeschrieben:

### Rotwein
Hauptrebsorte: Grenache.
Nebenrebsorten: Mourvèdre und Syrah. Weitere zulässige Rebsorten unter anderen:  Carignan, Cinsault, Counoise, Clairette, Muscardin, Terret Noir, und Vaccarèse.
Es müssen mindestens 70 % der Haupt- und Nebenrebsorten angepflanzt werden. Die Hauptrebsorte Grenache muss dabei zumindest 40 % betragen, die Rebsorten Mourvèdre und Syrah mindestens 15 %. Weiße Rebsorten dürfen bis maximal 5 % eingesetzt werden.

### Rose
Hauptrebsorte: Grenache.
Nebenrebsorten: Mourvèdre und Syrah. Weitere zulässige Rebsorten unter anderen:  Carignan, Cinsault, Counoise, Clairette, Muscardin, Terret Noir, und Vaccarèse.
Es müssen mindestens 70 % der Haupt- und Nebenrebsorten angepflanzt werden. Die Hauptrebsorte Grenache muss dabei zumindest 40 % betragen, die Rebsorten Mourvèdre und Syrah mindestens 15 %. Weiße Rebsorten dürfen bis maximal 20 % eingesetzt werden.

### Weißwein
Hauptrebsorten: Bourboulenc,  Clairette Blanche, Grenache Blanc, Marsanne blanche, Roussanne und Viognier.
Nebenrebsorten: Piquepoul Blanc und Ugni Blanc. Es müssen mindestens 80 % der Hauptrebsorten eingesetzt werden.

## Gesetzliches
Die AOC Côtes du Rhône (CdR) wurde durch ein Dekret am 19. November 1937 gebildet. Sie umfasst 73.000 Hektar Produktionsfläche in sechs Départements: Rhône, Loire, Drôme, Ardèche, Vaucluse und Gard. Die letzte Aktualisierung erfolgte durch die Verordnung Nr. 2011–1463 vom 7. November 2011.

## Wirkungen auf Qualitäten und Preise
Eine Gebiets-AOC (wie CdR) wird weiter unterteilt in Orts-bezogene Appellationen, teils auch feiner in Lagen-bezogene Appellationen. Die AOC Côtes du Rhône ist somit die allgemeinste gesetzlich gefasste Weingebiets-Bezeichnung für das südliche Rhonetal zwischen Valence und Avignon, und die für Weine dieser Gegend wenigst wertvolle. Anders ausgedrückt: ein Wein, der es nicht geschafft hat in die höherwertigen Orts- oder Lagen-Appellationen, weil er nicht genügend typisch für ein enger umrissenes Gebiet erschien, ist immerhin noch vom Erzeuger als AOC Rhône zu vermarkten.
In der Regel wird für hochklassigen Wein angestrebt, ihm eine Orts- oder Einzellagen-Prüfung zu verschaffen, da er sich dann deutlich teurer verkaufen lässt. Ein Beispiel: ein Wein mit Kennzeichnung Vacqueyras AOC ist aufgrund der Orts-Appellation qualitativ hochwertiger als ein Côtes-du-Rhône AOC; Vacqueyras ist eine Orts-AOC „Villages“ in der großen AOC, und die Zuerkennung der Orts-Typizität wertet den Wein auf.

## Zugelassene Gemeinden

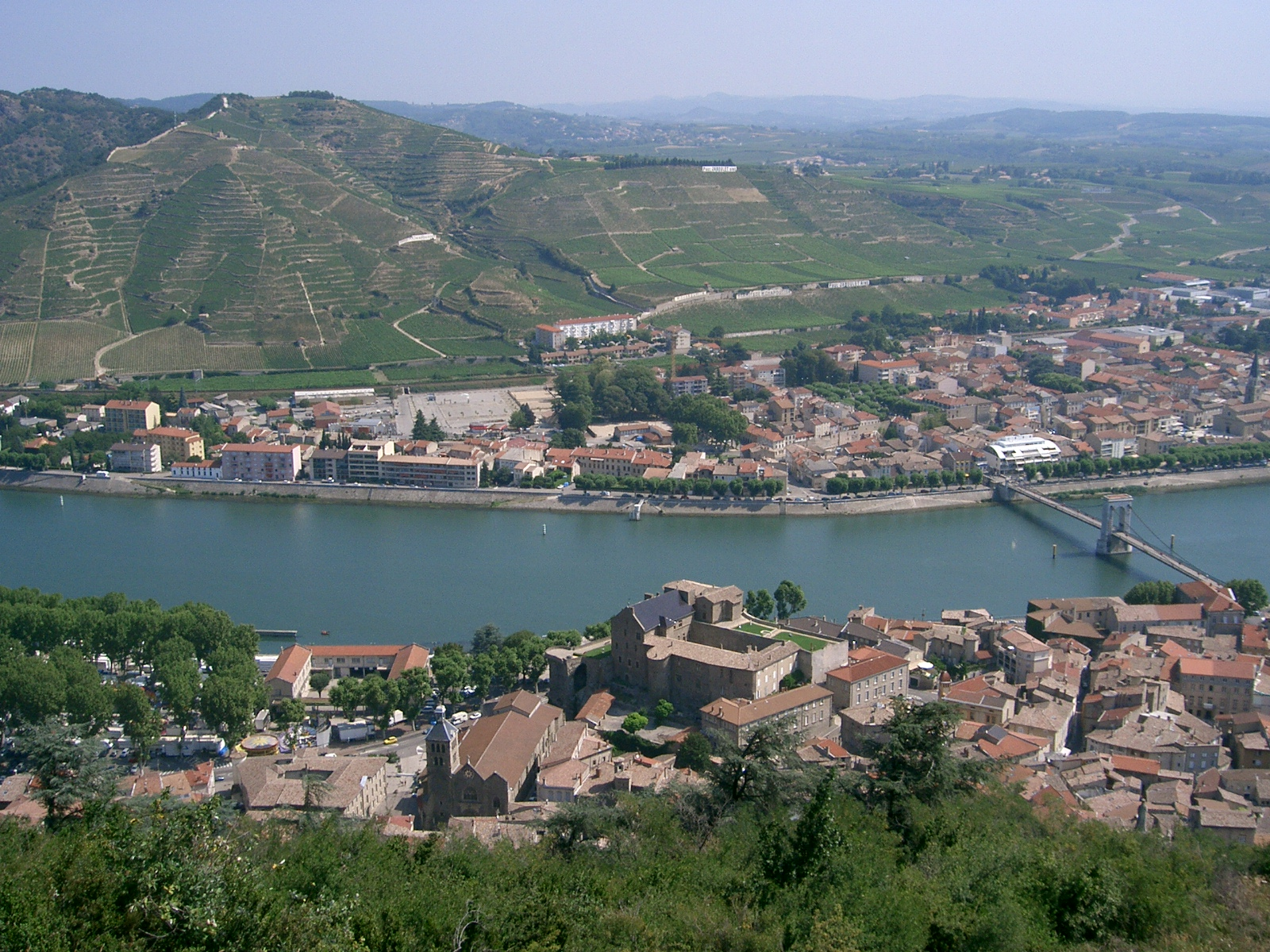
Das Weinbaugebiet der nördlichen Rhône bei Tournon-sur-Rhône

Seit dem 31. August 2001 sind 171 Gemeinden in der Appellation Côtes du Rhône zugelassen.

### Département Ardèche
Folgende Gemeinden sind zugelassen: Andance, Ardoix, Arras-sur-Rhône, Bourg-Saint-Andéol, Champagne, Charnas, Châteaubourg, Cornas, Félines, Glun, Guilherand-Granges, Lemps, Limony, Mauves, Ozon, Peyraud, Saint-Désirat, Saint-Étienne-de-Valoux, Saint-Jean-de-Muzols, Saint-Julien-en-Saint-Alban, Saint-Just-d’Ardèche, Saint-Marcel-d’Ardèche, Saint-Martin-d’Ardèche, Saint-Péray, Sarras, Sécheras, Serrières, Talencieux, Toulaud, Tournon-sur-Rhône und Vion.

### Département Drôme
Folgende Gemeinden sind zugelassen: Beaumont-Monteux, Bouchet, Chanos-Curson, Crozes-Hermitage, Érôme, Gervans, Larnage, La Roche-de-Glun, Le Pègue, Livron-sur-Drôme, Mercurol, Mérindol-les-Oliviers, Mirabel-aux-Baronnies, Mollans-sur-Ouvèze, Montbrison-sur-Lez, Nyons, Piégon, Pont-de-l’Isère, Rochegude, Rousset-les-Vignes, Saint-Maurice-sur-Eygues, Saint-Pantaléon-les-Vignes, Serves-sur-Rhône, Suze-la-Rousse, Tain-l’Hermitage, Taulignan, Tulette, Venterol und Vinsobres.
Hier sticht qualitativ der Orts-AOC Vinsobres hervor.

### Département Gard
Folgende Gemeinden sind zugelassen: Aiguèze, Aramon, Bagnols-sur-Cèze, Carsan, Castillon-du-Gard, Cavillargues, Chusclan, Codolet, Comps, Connaux, Cornillon, Domazan, Estézargues, Fournès, Gaujac, La Roque-sur-Cèze, Laudun-l’Ardoise, Laval-Saint-Roman, Le Pin, Lirac, Montfrin, Orsan, Pont-Saint-Esprit, Pougnadoresse, Pouzilhac, Pujaut, Remoulins, Rochefort-du-Gard, Roquemaure, Sabran, Saint-Alexandre, Saint-André-d’Olérargues, Saint-Étienne-des-Sorts, Saint-Geniès-de-Comolas, Saint-Gervais, Saint-Hilaire-d’Ozilhan, Saint-Julien-de-Peyrolas, Saint-Laurent-de-Carnols, Saint-Laurent-des-Arbres, Saint-Marcel-de-Careiret, Saint-Michel-d’Euzet, Saint-Nazaire, Saint-Paul-les-Fonts, Saint-Paulet-de-Caisson, Saint-Pons-la-Calm, Saint-Victor-la-Coste, Sauveterre, Saze, Tavel, Théziers, Tresques, Valliguières, Vénéjan und Villeneuve-lès-Avignon.
Hier sticht qualitativ der Orts-AOC Lirac hervor.

### Département Loire
Folgende Gemeinden sind zugelassen: Chavanay, Malleval, Saint-Michel-sur-Rhône, Saint-Pierre-de-Bœuf und Vérin.

### Département Rhône
Folgende Gemeinden sind zugelassen: Ampuis, Condrieu, Saint-Cyr-sur-le-Rhône, Tupin-et-Semons.

### Département Vaucluse
Folgende Gemeinden sind zugelassen: Avignon, Beaumes-de-Venise, Bédarrides, Bollène, Buisson, Cairanne, Camaret-sur-Aigues, Caumont-sur-Durance, Châteauneuf-de-Gadagne, Châteauneuf-du-Pape, Courthézon, Faucon, Gigondas, Grillon, Jonquerettes, Jonquières, Lafare, Lagarde-Paréol, Mondragon, Morières-lès-Avignon, Mornas, Orange, Piolenc, Puyméras, Rasteau, Richerenches, Roaix, La Roque-Alric, Sablet, Sainte-Cécile-les-Vignes, Saint-Marcellin-lès-Vaison, Saint-Romain-en-Viennois, Saint-Roman-de-Malegarde, Saint-Saturnin-lès-Avignon, Sarrians, Séguret, Sérignan-du-Comtat, Sorgues, Suzette, Travaillan, Uchaux, Vacqueyras, Vaison-la-Romaine, Valréas, Vedène, Villedieu, Violès, Visan.
Hier stechen qualitativ die Orts-AOC Vacqueyras, Gigondas, Beaumes-de-Venise und der berühmte Weinbauort Châteauneuf-du-Pape hervor.

## Geschichte
Der Weinbau im südlichen Rhonetal ist bereits für die vorrömische Antike nachgewiesen; hier begann der Weinanbau in Frankreich, ausgehend von phönizischen und griechischen Handelsniederlassungen. Als bekannteste: Massilia/Marseille.